# La musica notturna delle strade di Madrid
La musica notturna delle strade di Madrid, Op. 30 no. 6 (G. 324), is een kwintet (quintettino) voor snaarinstrumenten (om precies te zijn voor een strijkkwintet) uit 1780 van de Italiaanse componist in Spaanse dienst, Luigi Boccherini (1743-1805).

## Ontstaansgeschiedenis
La musica notturna is geschreven ten tijde van de ballingschap van de Spaanse infante Lodewijk Anton (1727-1785), broer van koning Karel III van Spanje. Door zijn huwelijk met een burgeres en andere zaken was Don Lodewijk Anton door zijn koninklijke broer verbannen van het koninklijke hof te Madrid. Don Lodewijk resideerde tijdens zijn ballingschap in een paleis te Arenas de San Pedro in de provincie Ávila. Boccherini behoorde tot Don Lodewijks hof en was met hem verbannen te Arenas de San Pedro. Dit dorpje heeft vandaag de dag iets meer dan 6.000 inwoners en was eind achttiende eeuw niet dichter bevolkt. Luigi Boccherini was dus letterlijk en figuurlijk ver verwijderd van het kosmopolitische Madrid, dat hij nodig had om zijn werken ten gehore én aan de man te brengen. Als 'schadeloosstelling' mocht Boccherini zich van zijn mecenas Don Lodewijk zonder andere verplichtingen wijden aan het schrijven van muziek. Uit deze periode stammen circa 100 composities, waaronder La musica notturna.

## Thematiek
De titel van het stuk drukt veel van de thematiek van het stuk uit. La musica notturna beschrijft in muzikale termen het nachtelijk, bruisend Madrid. J. Tortella schrijft:
"Taking its inspiration from nocturnal street scenes of Madrid, it seems to look back nostalgically to the gaiety and bustle of Spain's capital, recalling the sound of the city's church bells ringing for evening prayer, the popular dances that were the delight of its young people, and the blind beggars singing their typical viellas de rueda until the soldiers from the local garrison sound the midnight curfew with their Retreat."
Het stuk lag Boccherini waarschijnlijk zo na aan het hart, dat hij zijn uitgever te Parijs de opdracht gaf het werk niet uit te geven, omdat (zo schreef Boccherini zelf):
"[...] non possoso gl' uditori giammai comprederne il significato, né gli esecutori sonarlo come deve essere sonato."

Waar Tortella het werk van Boccherini interpreteert als programmatische voorstelling van het Madrileense nachtleven, is dirigent Dick van Gasteren van mening dat het werk vooral zinnebeeldig moet worden geïnterpreteerd. Van Gasteren analyseerde het werk naar analogie van de iconografie en stuitte op talloze verwijzingen naar politiek, religie, beeldende kunst, theater en de liefde. Hij toonde aan dat het werk met techniek van soggetto cavato en overige symboliek, verwijzingen bevat naar, of een serenade is aan een geheime liefde, de actrice Maria del Rosario bijgenaamd La Tirana.
1. ↑  J. Tortella, 'Boccherini: The essence of good taste', in boekwerkje bij registratie van o.a. Op. 30 no 6. (G. 324) door Le Concert des Nations o.l.v. Jordi Savall (2005), Alia Vox, EAN 7619986098456, blz. 40-41.
2. ↑  Ibidem, 41. Vertaling: "[Het stuk] ontleent zijn inspiratie aan de nachtelijke Madrileense straatscènes; het lijkt nostalgisch terug te kijken op het luiden van de kerkklokken voor het avondgebed, de modieuze dansjes van de jeugd, de blinde bedelaars die hun viellas de rueda [?] zingen en de soldaten van het lokale Madrileense garnizoen die de avondklok afkondigen met hun appel voor de Aftocht." (Aftocht, Ritirata, is het laatste gedeelte van La Musica.)
3. ↑  Ibidem, 58. Vertaling (naar het Engels, ibidem, 41-42): "[...]het publiek nooit de betekenis [van het stuk] zou kunnen begrijpen, noch de uitvoerenden het zouden kunnen spelen als zou moeten."
4. ↑  van Gasteren, D. (15 oktober 2022). D. van Gasteren, La Musica Notturna delle Strade di Madrid van Luigi Boccherini. Persoonlijke getuigenis of sociaal politieke boodschap?. Prominent, Baarn. ISBN 978-94-92395-39-9..

## Toonzetting en instrumenten
Het kwintet is geschreven in de toonsoort C majeur. Het stuk werd geschreven voor
- twee violen
- een altviool
- twee cello's

oftewel een klassiek strijkkwintet.
Deze bezetting is zeer gebruikelijk in Boccherini's oeuvre, dat opvallend genoeg uit veel kwintetten bestaat. Dit kan verklaard worden als men bedenkt dat Don Lodewijk Anton—Boccherini's mecenas—een kwartet in dienst had, samengesteld uit leden van de familie Font. Als men dan Boccherini toevoegt als vijfde lid, is er een kwintet geboren.

## Indeling
La musica notturna bestaat uit de volgende delen:
- Le campane di l'Ave Maria
- Il tamburo dei Soldati
- Minuetto dei Ciechi
- Il Rosario
- Passa calle
- Il tamburo
- Ritirata

## Populair gebruik
- De "Passa calle" van La musica notturna is te horen aan het eind van de Peter Weir-film Master and Commander: The Far Side of the World (2003). Of het stuk in de bezetting van de film (slechts twee personen, een met viool de ander met cello) te spelen is, valt te betwijfelen.